# ボンド (芸能事務所)
株式会社ボンド（BOND!! Inc.）は、東京都中央区築地に本社を置く日本の芸能事務所。
タレント、俳優、女優、歌手、モデルなどジャンルにとらわれないマルチなタレントの育成を主としている。

## 沿革
- 2022年4月 - 会社設立。
- 2022年9月 - シグネットビル8Fに移転

## 所属

### 女性
- 王林
- 河野万里奈
- 椎名糸
- 詩水クリステル
- 鈴木杏花
- 奈月セナ
- ナナしの娘
- 野添百華
- 松嶋尚美(ステッカー(デンナーシステムズグループ)より、2025年8月移籍)
- 南美希子
- 山本早織

### 男性
- 小沢和義
- Mr.シャチホコ

### 文化人・アスリート
- 渡部陽一（業務提携）

## 関連会社
- リクエンターテイメント
- アルファベットプロモーション